# Srčana amiloidoza
Srčana amiloidoza je hronično oboljenje izazavano taloženjem abnormalnih amiloidnih proteina, u različitim tkivima u telu, odnosno u ovoj bolesti u srčanom mišiću.  Taloženjem amiloida u zidovima srca, može ozbiljno poremetiti normalno funkcionisanje srčanih mišiča, zbog dijastolne disfunkcije. Naiame zbog dijastolne disfunkcije srce se ne može normalno opustiti između dva otkucaja, pa se krv u smanjenoj količini puni srčane šupljine tokom dijastole  (faze relaksacije ili punjenja srca). Osim toga, amiloidni depoziti slabe i sposobnost kontrakcije srčanog mišića pa se u fazi sistole  (kontrakcije srčanog mišića ili pražnjena) iz srčanih šupljina istiskuje manja količina krv u plučnu i sistemsku cirkulaciju.
Kao posledica ovih hemodinamičkih poremećaja u dijastoli i sistoli,  može nastati srčana insuficijencija, koja vremenom progredira u prilično ozbiljnu, generalizovanu kardiovaskularnu nestabilnost, koja može ugroziti život bolesnika zbog  srčane aritmije. Zato srčanu amiloidozu treba shvatiti kao veoma ozbiljno hronično stanje koje obično smanjuje očekivani životni vek, iznenadnom smrću bolesnika.

## Etiopatogeneza
Amiloid je zajednički naziv za heterogenu grupu fibrilarnih bjelančevina koje se nakupljaju unutar tkiva i organa, bilo zbog toga što dolazi do njihovog povećanog stvaranja ili zbog poremećaja njihove razgradnje. 
Elektronskom mikroskopijom utvrđeno je da su svi oblici amiloida najvećim delom (95%) građeni od negranajućih fibrila neodređene dužine, a ostalih 5% čini P-komponenta koja je građena od glikoproteina. 
Biohemijski je izdvojeno 15 različitih oblika proteina, a najvažniji su amilod lakog lanca koji potiče od plazma-ćelija i amiloid-povezani, koji se stvara u jetri.
Makroskopski, ako je proces dovoljno opsežan zahvaće-novine srce povećAva, postaje čvrsto, konzistencije i izgleda poput voska. Odlaganje amiloida u srcu započinje u intersticijumu, subendokardijalno, naročito u pretkomorama. Širenjem nakupljenog sadžaja dolazi do atrofije mišićnih ćelija.
Mikroskopski, amiloid se taloži između ćelija i u bazalne membrane, a u svetlosnom mikroskopu vidi se eozinofilna hijalina amorfna materija.

### Oblici amiloidoza
Amiloidoza se moža javiti u dva oblika, kao 
- Primarna — ako nastaje bez nekog očiglednog uzorka,
- Sekundarna — kao posledica nekog drugog osnovnog procesa u organizmu, najčešće u procesu u starenja kada se bolest javqa u 8.i 9.deceniji životnog doba, zbog sistemskog taloženja amiloida, po čelom telu, ali je najviše zahvaćeno srce i takva promene se nazivaju — senilna srčana amiloidoza.

S obzirom na proširenost promena, amiloidoza može biti:
- Sistemska (generalizovana)
- Lokalizovana na samo jedan organ (u ovom slučaju srce).[5]

## Klinička slika
Najizraćeniji klinični znaci srčane amiloidoze je srčana insuficijencija — koja se manifestuje uglavnom u vidu  dispneja  i izraženih srčanih edema (otoka). U tom smilsu osobe sa srčanom amiloidozom su posebno sklone sinkopi  (epizodama gubitka svesti), uzrokovanom opštom kardiovaskularnom nestabilnošću. Sinkopa zbog srčane amiloidoze može biti zlokoban znak, jer ukazuje na tendenciju da je kardiovaskularna rezerva na svom maksimumu koji je gotovo izvan fizioloških granica. 
Važan klinički znak je da se osobe sa srčanom amiloidozom zbog promena na srcu i krvnim sudovima možda neće moći da se oporave od bilo kog stresnog događaja koji ozbiljno, čak i trenutno, napreže kardiovaskularni sistem. Takav srčani događaj može uključivati i pojavu vazovagalnih reakcija  koja mogu izazvati izraženu vrtoglavicu, ili iznenadnu srčanu smrt zbog iznenadnog kardiovaskularnog kolapsa. Ova pojava je u suprotnosti sa stanjima u kojima nastaje iznenadna srčana smrt od drugih vrsta srčanih bolesti, kao što je srčana aritmija (posebno  ventrikularna tahikardija ili  ventrikularna fibrilacija) koje su u načelu gotovo uvek uzrok smrti. Shodno navedenom, ugradnja implantabilnog defibrilatora  kod ljudi sa srčanom amiloidozom, čak i ako je sinkopa verovatno nastala zbog srčane aritmije, često ne produžava preživljavanje bolesnika sa srćanom amiloidozoma. Iz navedenih razloga bolesnici sa srčanom amiloidozom, koja u kliničkoj slici ima učestalo javljanje sinkopa, su u stalnom riziku od iznenadne smrti u narednih nekoliko meseci.
Kako se kod srčane amiloidoze, amiloidni depoziti  često javljaju i u provodnom sistemu srca, kod senilne amiloidoze (TTR-tipa proteinskih naslaga) to često dovodi do značajne  bradikardije  (sporog srčanog ritma), što zahteva implantaciju stalnog  pejsmejkera. Međutim, kako kod kod AL-tipa amiloidoze bradikardija nije česta pojava, ona obično ne zahteva primenu pejsmejkera.
Ako je srčana amiloidoze uzrokovane AL proteinom (primarna amiloidoza), javljaju se i klinički simptomi od strane drugih organa u telu, kao što su:  
- Gastrointestinalni simptomi  — gubitak apetita, rana sitost i gubitak težine.[8]
- Vaskularni simptomi — izazvani akumuliranim preomenama u malim krvnim sudovima (modrice,  angina pektoris, klaudikacija u vudi grčeve mišića nakon napora).
- Tromboza — osobe sa srčanom amiloidozom često imaju tendenciju da lako formiraju krvne ugruške, kako u krvnim sudovima tako i u srcu, što dovodi do značajnog uvećanja rizika od moždanog udara i tromboembolije.[9]
- Periferna neuropatija — takođe su čest problem kod bolesnika sa AL amiloidozom.

## Dijagnoza
Dijagnoza primarne amiloidoze postavlja se: anamnezom, fizikalni pregledom, laboratorijskim analizama, ehokardiografijom, biopsijom itd.
Fizikalni pregled
Ono što se u toku fizikalnog pregleda prvo uočava to je srčana insuficijencija, koja se manifestuje uglavnom u vidu  dispneja  i izraženih srčanih edema (otoka) — što u najvećem broju slučajeva dovodi do dijagnoze amiloidoze.
Laboratorijski testovi
Ukoliko se nađe plazmocitna infiltracija u koštanoj srži, M-komponenta u serumu, to ukazuje na bolesti koje su poznate kao uzročnici sekundarne amiloidoze. 
Povišeni nivo troponina T može se naći kod pacijenata sa poorodičnom amiloidnom polineuropatijom (FAP), sistolnom disfunkcijom i hipertrofijom leve komore (LV).
Visoki nivoi natriuretskih peptida tipa B (BNP) u plazmi mogu biti korisni kao prognostički markeri srčane funkcije kod pacijenata sa senilnom sistemskom amiloidozom (ali ne i FAP).
Ehokardiografija
Transtorakalna ehokardiografija se najčešće koristi u početnoj proceni bolesti i može otkriti brojne abnormalnosti na srcu,  među kojima i:
- Nedostatak hipertrofije LV (LVH) i zadebljanje septuma veće od 1,98 cm sa senzitivnošću od 72% i specifičnošću od 91%.[15]
- Zrnastu strukturu miokard LV ili iskričav izgled (u samo 26% slučajeva).

Biopsija
Za konačno postavljanje dijagnoze mora se primeniti biopsija srčanog mišića i potom histopatološki pregled dobijenog uzorka.
Genetička ispitivanja
Identifikacija specifičnog tipa amiloidoze genetskim istraživanje je važna za konačno postavljanje dijagnoze.

## Diferencijalna dijagnoza
Zbog složenosti i multisistemskog učešća mnogobrojnih promena u srčanoj amiloidozi, kliničari moraju moraju diferencijalnodojagnostički imati u vidu njegovu raznoliku prezentaciju.  Dijagnostička procena zato mora da uključuje uz nalaze na fizičkom pregledu, i rezultate biomarkera srca, neinvazivnih testova i biopsije miokarda (po potrebi). 
Identifikacija tipa amiloidoze ponekad zahteva i genetske testove.
Kliničari bi takođe trebalo kod srčane amiloidoze diferencijalno dijagnostički uvek imati u vidu i infiltrativnu kardiomiopatiju (bolest skladištenja glikogena, Fabrijevu bolest, Hurlerovu bolest i druge). Ipak diferencijalno dijagnostički najčešće su nedoumice kod:
- Hipertenzivna srčana bolesti
- Hipertrofične kardiomiopatije

## Terapija
Terapija može biti medikamentozna i hirurška:
Medikamentozna terapija
Terapija je simptomatska, а suzbijanje osnovne bolesti može zaustaviti napredovanje amiloidoze. Od lekova se najćeđće koriste:
- Melfalan (Alkeran) ili ciklofosfamid (Cytoxan) — hemoterapijski lekovi koji se takođe koriste za lečenje određenih vrsta raka.
- Deksametazon  — kortikosteroid koji se koriste za antiupalni efekat.
- Bortezomib (Velcade), talidomid (Thalomid) i talidomid, derivat koji se naziva lenalidomid (Revlimid).

Navedeni lekovi mogu se koristiti samostalno ili u kombinaciji s deksametazonom, i imaju za cilj da prekinu rast abnormalnih ćelija koje proizvode amiloide. 
Hirurška terapija
Kod srčanog oblika amiloidoze dugoročno preživljanje bolesnika omogućava transplantacija (presađivanje) srca. Njom se životni vek bolesnika može produžiti do 10 godina. 
Međutim treba imati u vidu da je presađivanje srca bilo uspešno samo kod pažljivo odabranih bolesnika sa teškom kardiomiopatijom. Međutim, u transplantiranim organima može se naknadno početi stvarati amiloid, u obliku oštećenje koje stvara amiloid koji se pojavljuje u jetri; u nekoliko slučajeva u svrhu zaustavljanja napredovanja bolesti uspešno je izvršena transplantacija jetre.

## Literatura
- Merlini, G.; Westermark, P. (фебруар 2004). „The systemic amyloidoses: Clearer understanding of the molecular mechanisms offers hope for more effective therapies”. J Intern Med. 255 (2): 159—78. PMID 14746554. doi:10.1046/j.1365-2796.2003.01262.x.
- Selvanayagam, J. B.; Hawkins, P. N.; Paul, B.; Myerson, S. G.; Neubauer, S. (новембар 2007). „Evaluation and management of the cardiac amyloidosis”. J Am Coll Cardiol. 50 (22): 2101—10. PMID 18036445. doi:10.1016/j.jacc.2007.08.028.
- Desai, H. V.; Aronow, W. S.; Peterson, S. J.; Frishman, W. H. (2010 Jan-Feb). „Cardiac amyloidosis: Approaches to diagnosis and management”. Cardiol Rev. 18 (1): 1—11. PMID 20010333. doi:10.1097/CRD.0b013e3181bdba8f. Проверите вредност парамет(а)ра за датум: |date= (помоћ)
- Sher, T.; Gertz, M. A. (јануар 2014). „Recent advances in the diagnosis and management of cardiac amyloidosis”. Future Cardiol. 10 (1): 131—46. PMID 24344669. doi:10.2217/fca.13.85.
- Merlini, G.; Bellotti, V. (август 2003). „Molecular mechanisms of amyloidosis”. N Engl J Med. 349 (6): 583—96. PMID 12904524. doi:10.1056/NEJMra023144.
- Falk, R. H.; Comenzo, R. L.; Skinner, M. (септембар 1997). „The systemic amyloidoses”. N Engl J Med. 337 (13): 898—909. PMID 9302305. doi:10.1056/NEJM199709253371306.
- Perfetti, V.; Colli Vignarelli, M.; Anesi, E.; Garini, P.; Quaglini, S.; Ascari, E.; Merlini, G. (март 1999). „The degrees of plasma cell clonality and marrow infiltration adversely influence the prognosis of AL amyloidosis patients”. Haematologica. 84 (3): 218—21. PMID 10189385.
- Roberts, W. C.; Waller, B. F. (јул 1983). „Cardiac amyloidosis causing cardiac dysfunction: Analysis of 54 necropsy patients”. Am J Cardiol. 52 (1): 137—46. PMID 6858901. doi:10.1016/0002-9149(83)90084-X.. [Medline].
- Smith, T. J.; Kyle, R. A.; Lie, J. T. (август 1984). „Clinical significance of histopathologic patterns of cardiac amyloidosis”. Mayo Clin Proc. 59 (8): 547—55. PMID 6748745. doi:10.1016/S0025-6196(12)61493-1.. [Medline].
- Arbustini, E.; Merlini, G.; Gavazzi, A.; Grasso, M.; Diegoli, M.; Fasani, R.; Bellotti, V.; Marinone, G.; Morbini, P.; Dal Bello, B. (септембар 1995). „Cardiac immunocyte-derived (AL) amyloidosis: An endomyocardial biopsy study in 11 patients”. Am Heart J. 130 (3 pt 1): 528—36. PMID 7661071. doi:10.1016/0002-8703(95)90362-3.
- Smith, R. R.; Hutchins, G. M. (септембар 1979). „Ischemic heart disease secondary to amyloidosis of intramyocardial arteries”. Am J Cardiol. 44 (3): 413—7. PMID 157693. doi:10.1016/0002-9149(79)90389-8.
- Mueller, P. S.; Edwards, W. D.; Gertz, M. A. (август 2000). „Symptomatic ischemic heart disease resulting from obstructive intramural coronary amyloidosis”. Am J Med. 109 (3): 181—8. PMID 10974179. doi:10.1016/S0002-9343(00)00471-X.
- Falk, R. H. (септембар 2005). „Diagnosis and management of the cardiac amyloidoses”. Circulation. 112 (13): 2047—60. PMID 16186440. doi:10.1161/CIRCULATIONAHA.104.489187.
- Feng, D.; Edwards, W. D.; Oh, J. K.; Chandrasekaran, K.; Grogan, M.; Martinez, M. W.; Syed, I. S.; Hughes, D. A.; Lust, J. A.; Jaffe, A. S.; Gertz, M. A.; Klarich, K. W. (новембар 2007). „Intracardiac thrombosis and embolism in patients with cardiac amyloidosis”. Circulation. 116 (21): 2420—6. PMID 17984380. doi:10.1161/CIRCULATIONAHA.107.697763.

|  | Molimo Vas, obratite pažnju na važno upozorenje u vezi sa temama iz oblasti medicine (zdravlja). |